# ديسي موكونين
ديسي موكونين (ولدت في 12 يوليو 1997) عداءة مسافات طويلة بحرينية. تنافست في سباق 10000 متر للسيدات في بطولة العالم لألعاب القوى 2017.

## روابط خارجية
- ديسي موكونين على موقع الاتحاد الدولي لألعاب القوى (الإنجليزية)